# سهروردی (محله)
سهروردی یکی از محله‌های شمالی شهر تهران پایتخت ایران است که نام از شهاب‌الدین یحیی سهروردی فیلسوف ایرانی گرفته شده است. این محله از پل سیدخندان آغاز شده و تا خیابان بهار شیراز ادامه می‌یابد.